# Reichsfeld
Reichsfeld je občina v departmaju Bas-Rhin francoske regije Alzacija.
Leta 1990 je v občini živelo 295 oseb oz. 60 oseb/km².